# Atteva iris
Atteva iris is een vlinder uit de familie Attevidae. De wetenschappelijke naam van de soort werd in 1875 gepubliceerd door Felder.